# Ohridsko jezero
Ohridsko jezero (mak. Ohridsko Ezero,  albanski: Liqeni i Ohrit) jezero je na granici Sjeverne Makedonije i Albanije.
Jezero počinje tamo gdje vode Prespanskog jezera, kod manastira Sv. Nauma, nevidljivim kanalima silaze u ravnicu i obuhvaćaju površinu od gotovo 350 četvornih metara. Na obalama jezera se nalaze gradovi Ohrid i Struga u Sjevernoj Makedoniji, te Podgradec u Albaniji. Obale Ohridskog jezera su bile naseljene od prapovijesti. Najstarije arheološke naseobine datiraju iz neolitika, iz oko 6000 pr. Kr. Samo na sjevernomakedonskom dijelu je otkriveno više od 170 arheoloških lokaliteta.
Zbog izuzetnih prirodnih i kulturnih odlika, 1980. godine Ohridsko jezero i grad Ohrid su proglašeni za Svjetsku baštinu i pod zaštitom su UNESCO-a. God. 2019. zaštićeno područje je prošireno i na sjeverozapadno, albansko područje Ohridskog jezera, uključujući mali poluotok Lin i pojas zemlje duž obale koja povezuje poluotok sa sjevernomakedonskom granicom. Poluotok je mjesto s ostacima ranokršćanske crkve osnovane sredinom 6. stoljeća. U plitkim vodama uz obalu jezera tri mjesta svjedoče o prisutnosti prapovijesnih naselja. Također, kao vrhunski prirodni fenomen, jezero pruža utočište brojnim endemskim vrstama slatkovodne faune i flore iz razdoblja tercijara.
Svjetska važnost jezera je potvrđena i 2010. god. kada su NASA i Međunarodna astronomska unija jedno od jezera na saturnovom mjesecu Titanu nazvali „Ohridsko jezero” (latinski: Ohrid Lacus).

## Geografska obilježja
Jezero pokriva površinu od 358,2 km², a dugo je 30,8 km, a najveća širina mu je 14,8 km. Ukupna dužina njegove obale je 87,5 km. Najveća dubina jezera je 289 m. Ukupni volumen jezera je 58,6 km3. 
Jezero se nalazi u dubokoj i zatvorenoj kotlini, s istoka je zatvorena planinom Galičicom (1945 m), a sa zapada Jablanicom (2257 m). Nalazi se na nadmorskoj visini od 695 m. Sliv Ohridskog jezera ima 40 rijeka, od kojih 23 na albanskoj i 17 na sjevernomakedonskoj strani.
- Ohridsko jezero i planina Galičica u blizini manastira Sv. Nauma
- Crni Drin
- Jezero kod Struge
- Oton Iveković: Ohridsko jezero, detalj

## Flora i fauna
Ohridsko jezero se odlikuje jedinstvenim ekosustavom, bogatim endemskim i rijetkim biljnim i životinjskim vrstama. Posebnost jezera nastala je usled geografske izolacije i velike geološke starosti. Naime, jezero je nastalo prije ledenog doba i u vodama je sačuvano oko 200 endemskih biljnih i životinjskih vrsta (17 vrsta riba), od kojih su neke stare do 30 milijuna godina i odavno su izumrle u ostalim dijelovima svijeta, kao što su: ohridska pastrva (Salmo letnica), ohridska sferna spužva (Ochridospongia rotunda), i neke alge kremenjašice (Bacillariophyceae) i zelene alge (Charophyta), te plošnjaci virnjaci (Turbellaria) i dr. 
Takođe i sliv Ohridskog Jezera odlikuje bogata bioraznolikost i posjeduje nekolko biljnih vrsta endemičnih za Balkanski poluotok. 

## Vanjske poveznice
- Ohridsko jezero  Arhivirana inačica izvorne stranice od 18. siječnja 2006. (Wayback Machine) (engl.)
- Ohridsko jezero, stanje okoliša  Arhivirana inačica izvorne stranice od 25. rujna 2008. (Wayback Machine) (engl.)